# Anguilla australis
Anguilla australis és una espècie de peix pertanyent a la família dels anguíl·lids.

## Subespècies
- Anguilla australis australis (Richardson, 1841)
- Anguilla australis schmidti (Philipps, 1925)[2]